# تيم جيل
تيم جيل (بالإنجليزية: Tim Gill)‏ هو رائد أعمال وعالم حاسوب أمريكي، ولد في 18 أكتوبر 1953 في هوبارت في الولايات المتحدة.